# Siegfried Reda
Siegfried Reda (Bochum, 27 juli 1916 – Mülheim an der Ruhr, 13 december 1968) was een Duits componist en organist. 

## Leven
Reda studeerde bij Ernst Pepping en Hugo Distler te Berlijn. Hij werd organist te Bochum, Gelsenkirchen en Berlijn. In 1946 leidde hij het Institut für Evangelische Kirchenmusik te Essen, waar hij ook les gaf in orgel en compositie. In 1953 werd hij directeur kerkmuziek aan de St.-Petri-Kirche te Mülheim an der Ruhr.

## Werk
Hij schreef drie Choralkonzerte voor orgel (1946–1952), Psalmbuch voor solist en koor a capella (1948-1949), Ecce homo voor vierstemmig koor (1950), Ostergeschichte voor solist en capellakoor (1951), Orgelsonate (1960) en Requiem vel vivorum consolatio voor solist, koor en orkest (1963).
- Bibliothèque nationale de France: cb13936779d (data)
- CiNii: DA16288928
- Gemeinsame Normdatei: 119452316
- International Standard Name Identifier: 0000 0001 0906 2118
- Library of Congress Control Number: n79076586
- MusicBrainz: 90a350d5-3fb2-4943-993f-7493b82d5e1c
- Nationale Bibliotheek van Israël: 987007319512605171
- Nationale Bibliotheek van Polen: a0000003270684
- Nederlandse Thesaurus van Auteursnamen: 074117130
- Système universitaire de documentation: 177987111
- Virtual International Authority File: 59273287
- WorldCat: E39PBJjtcfMDGvjcFGghGjMdcP